# Черлідерки
«Черлідерки» (англ. Poms) — кінокомедія 2019 року про немолоду жінку, яка організувала команду з черлідингу серед бабусь.

## Сюжет
Марта, яка повільно помирає від раку, вирішує переїхати в будинок для людей похилого віку. Після заселення та оглядової екскурсії по території їй пояснюють, що кожен мешканець повинен брати участь у різних заходах. У першу ніч жінка була не в змозі заснути через гучний шум сусідки Шеріл. Марта викликала допомогу. Компанія на чолі з Шеріл проникає в будинок Марти, щоб сховатися. І Шеріл таки вдається вмовити новеньку дозволити продовжити вечірку. Після цього випадку Шеріл була дуже зацікавлена в дружніх стосунках з Мартою. Вона запрошувала її на різноманітні заходи, але Марта на них не з'являлася. Шеріл вдалося дізнатися, що жінка колись займалася черлідінгом, але змушена була кинути через хвору матір. Шеріл переконує Марту започаткувати команду з черлідінгу. Кілька жінок погоджується приєднатися, довівши, що ніколи не пізно здійснювати свої мрії.

## У ролях
| Актор            | Роль  |
| ---------------- | ----- |
| Даян Кітон       | Марта |
| Джекі Вівер      | Шеріл |
| Пем Грієр        | Олів  |
| Рі Перлман       | Еліс  |
| Чарлі Таген      | Бен   |
| Аліша Бо         | Хлоя  |
| Брюс Макгілл     | Карл  |
| Селія Вестон     | Вікі  |
| Александра Фікен | Пейдж |
| Девід Мальдонадо | Том   |

## Створення фільму

### Виробництво
Основні зйомки фільму почались в липні 2018 в Атланті, США.

### Знімальна група
- Кінорежисер — Зара Геєс
- Сценарист — Шейн Еткінсон, Зара Геєс
- Кінопродюсер — Енді Еванс, Селін Джонс
- Композитор — Дебора Лурі
- Кінооператор — Тім Орр
- Кіномонтаж —Аннетт Девей
- Художник-постановник — Селін Діано
- Артдиректор — Ніколь Елеспуру
- Художник-декоратор — Сара Картер
- Художник-костюмер — Аманда Форд
- Підбір акторів — Марісоль Ронкалі, Мері Верньє[3]

## Сприйняття
Фільм отримав змішані відгуки. На сайті Rotten Tomatoes оцінка стрічки становить 32 % на основі 66 відгуків від критиків (середня оцінка 4,7/10) і 72 % від глядачів із середньою оцінкою 3,7/5 (90 голосів). Фільму зарахований «гнилий помідор» від кінокритиків та «попкорн» від глядачів, Internet Movie Database — 5,1/10 (405 голосів), Metacritic — 37/100 (16 відгуків критиків) і 6,4/10 (7 відгуків від глядачів).